# لغز رحلة الكاريبي
لغز رحلة الكاريبي،هو الجزء 154 من سلسلة المغامرات البوليسية الشهيرة هاردي بويز، من تأليف فرانكلين دبليو ديكسون. نُشر هذا الفصل المثير لأول مرة عام 1999، ليأخذ القرّاء في مغامرة جديدة تمزج بين التشويق والغموض في قلب البحر الكاريبي.

## ملخص القصة
وسط مياه الكاريبي، يبحر فرانك وجو هاردي في مغامرة بحرية ، حيث تُنظَّم رحلة ترفيهية تتيح للركاب خوض تجربة تحقيق في جرائم افتراضية، بينما يتولى فريق هاردي دور القضاة، يراقبون مجريات اللعبة.
لكن الرياح لا تجري كما يشتهي الجميع، فسرعان ما يتسلّل الخطر إلى الأجواء، ويتحول التسلية إلى تهديد حقيقي بعد استهداف أحد الركاب. تنهار الحواجز بين الواقع والخيال ،ويجد الشقيقان نفسيهما في سباق مع الزمن، وسط غموض تتقاطع فيه الشكوك والأدلة، والمظاهر التي تخفي أكثر مما تُفصح، ليصبح كشف الحقيقة ضرورة لا تحتمل التأجيل، وبمشاركة فريق من المحققين اليافعين، يسعون لكشف الحقيقة قبل أن تنحدر الرحلة إلى فوضى عارمة لا تُحمد عقباها.